# Baker Electrics
Pour les articles homonymes, voir Baker et Electric.
Baker Electrics ou Baker Motor Vehicle Company est un ancien constructeur automobile américain de voitures électriques, de Cleveland (Ohio), en activité de 1899 à 1914.

## Histoire
Après avoir créé en 1898 quelques premiers prototypes de voitures électriques, Walter C. Baker fonde sa Baker Motor Vehicle Company en 1898, industrie pionnière de l'histoire de l'automobile et de l'histoire du véhicule électrique, au 63 West 80th Street de Cleveland (Ohio),,.

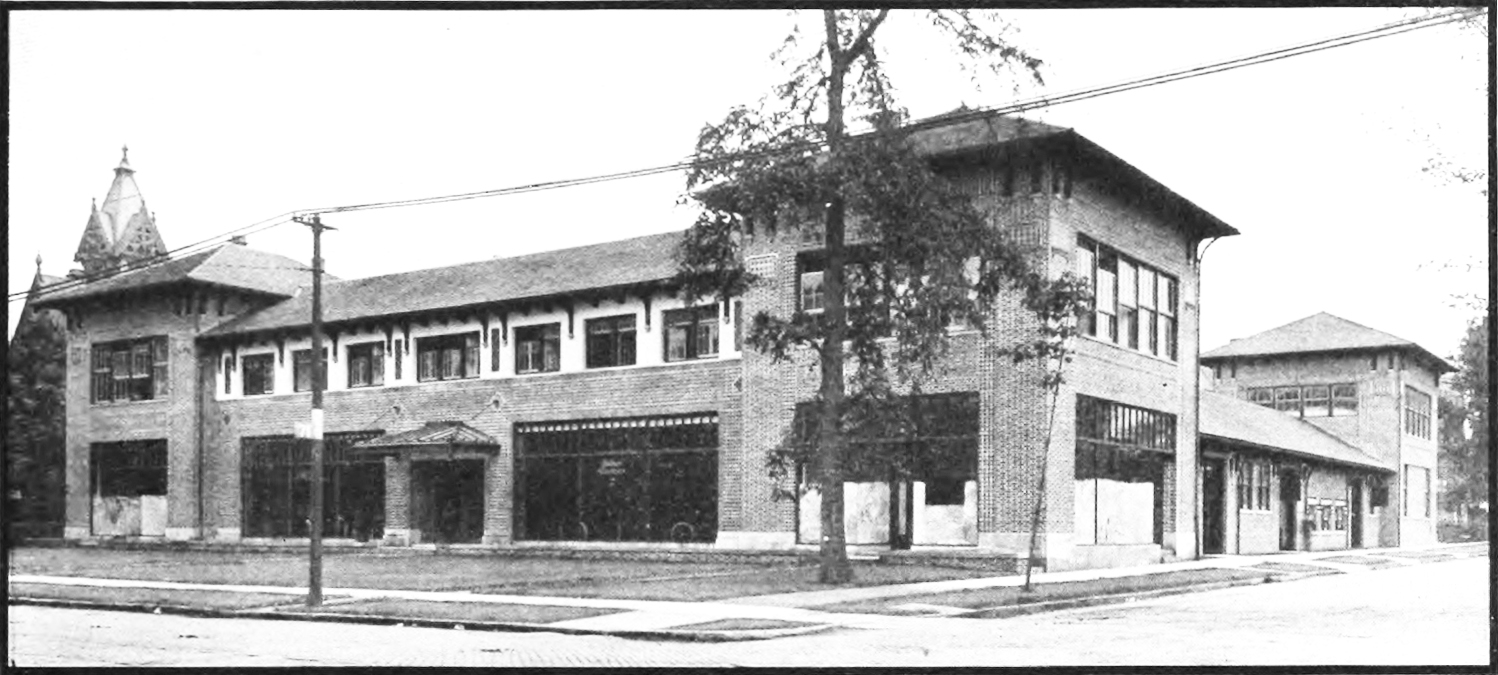
Baker Motor Vehicle Company Building (en) de Cleveland (Ohio)
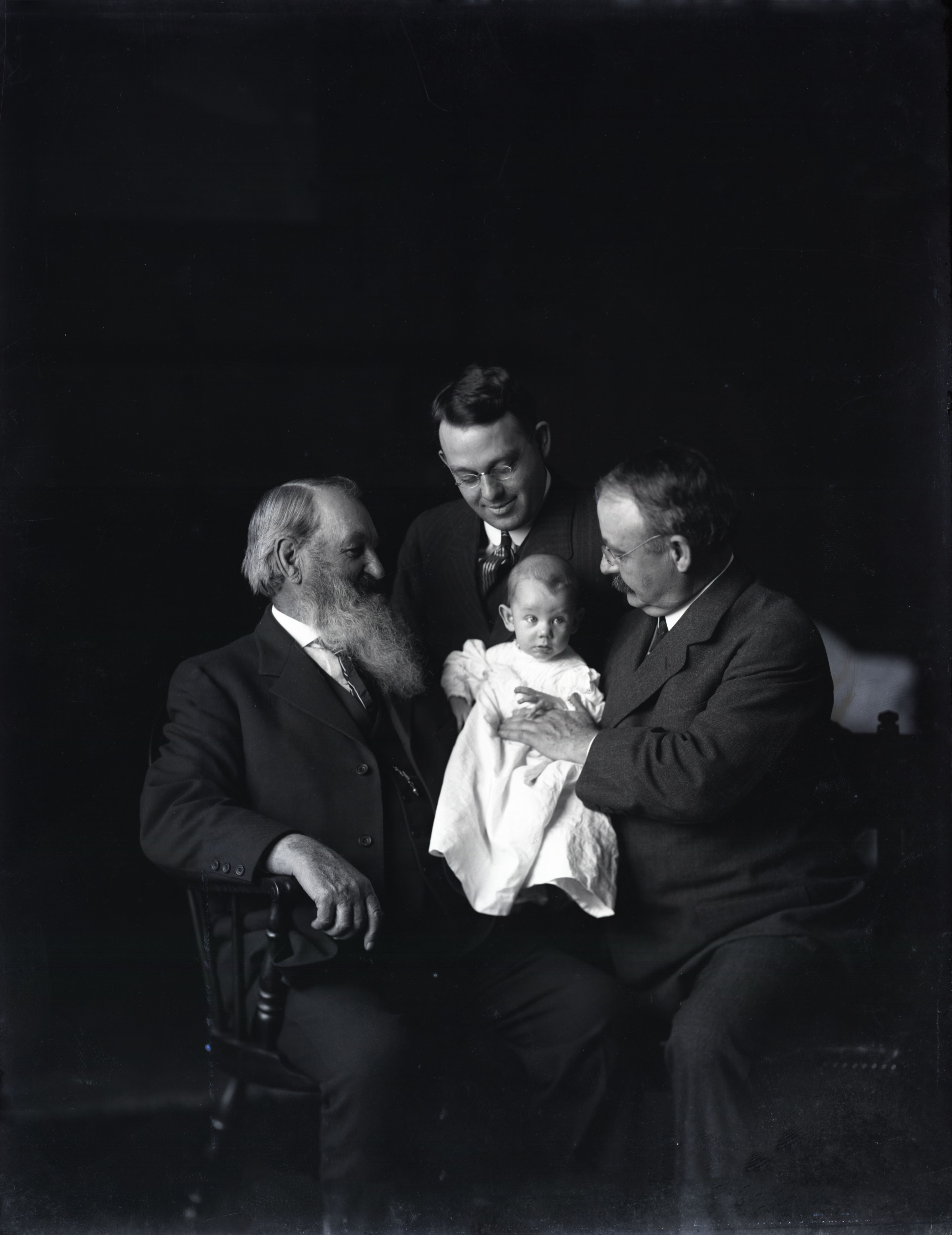
Famille Baker, et héritiers

La marque commercialise avec le temps avec succès une vingtaine de modèles de véhicules électriques (voitures, utilitaires et camions) sous divers variantes de châssis, carrosseries, puissances de moteurs électriques, et capacités de batteries, avec des vitesses d'environ 35 km/h pour 80 km d'autonomie, dont les modèles Torpedo, Stanhope, Suburban, Landolet, Imperial, Victoria, Surrey, Brougham, Inside Drive... (avec une production de près de 800 véhicules annuels en 1906)... :

Quelques modèles Baker Electrics
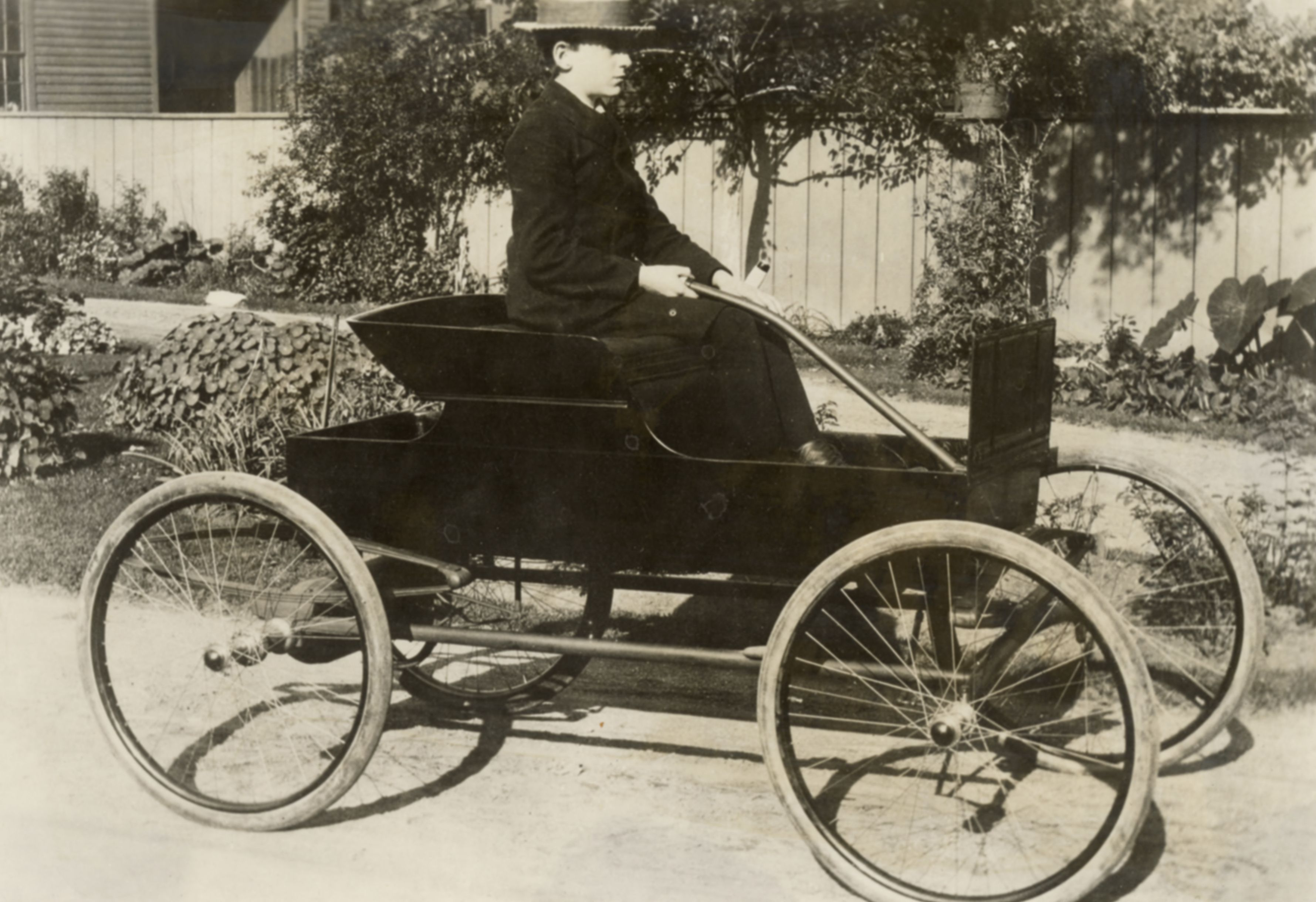
Baker Electric prototype (1898)
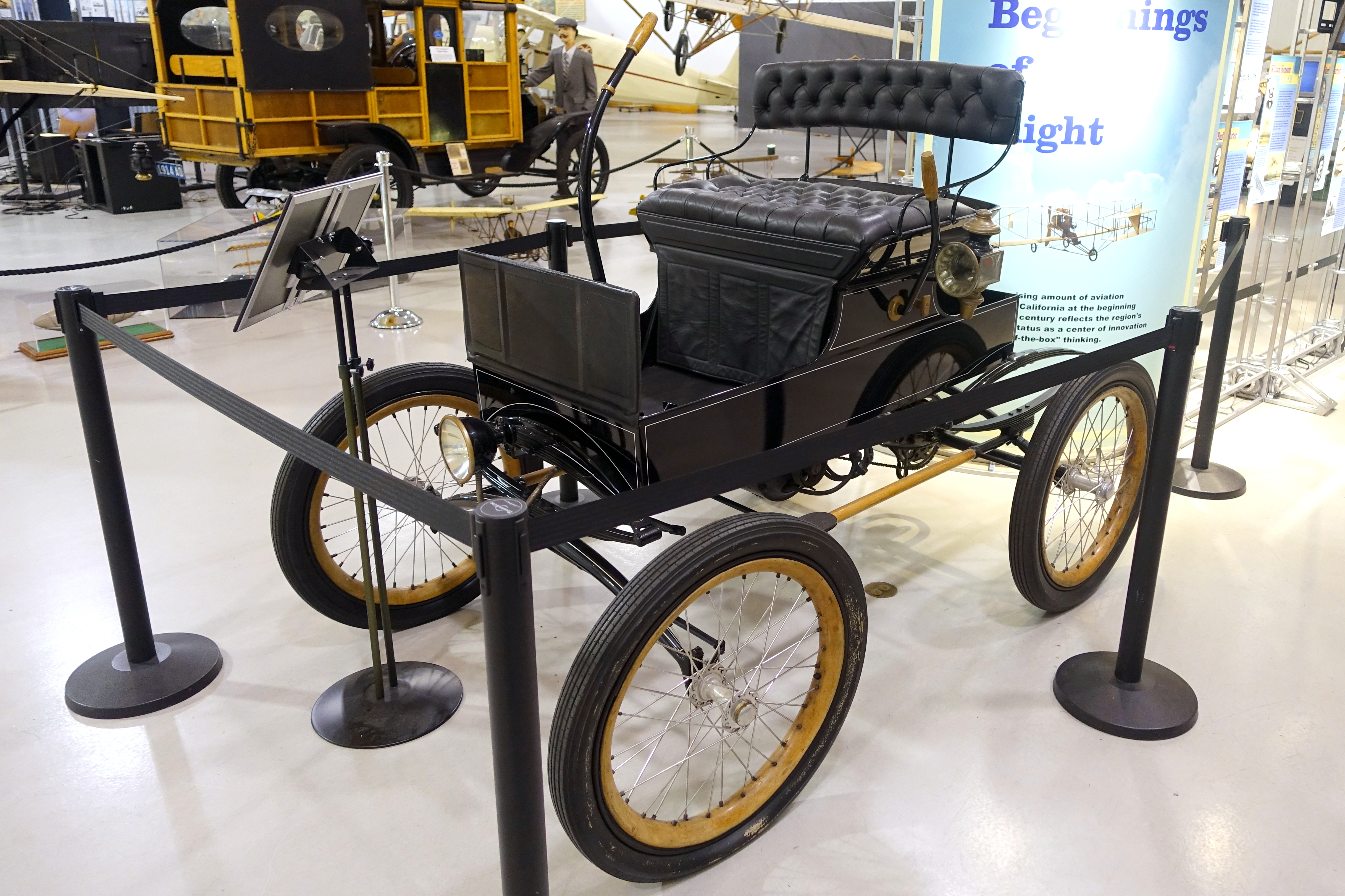
Baker Electric prototype (1898)
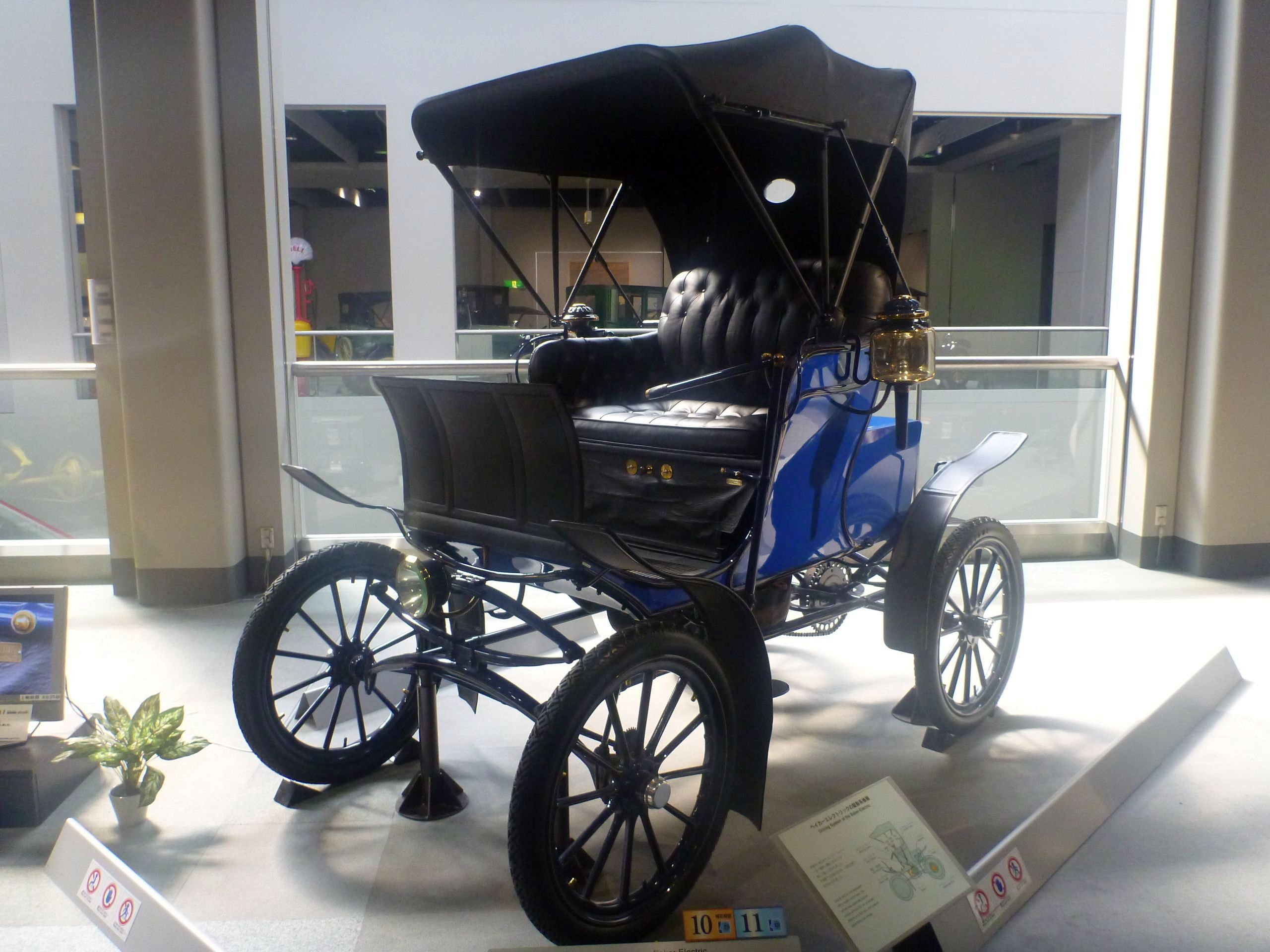
Baker Electrics Phaeton Stanhope (1902)
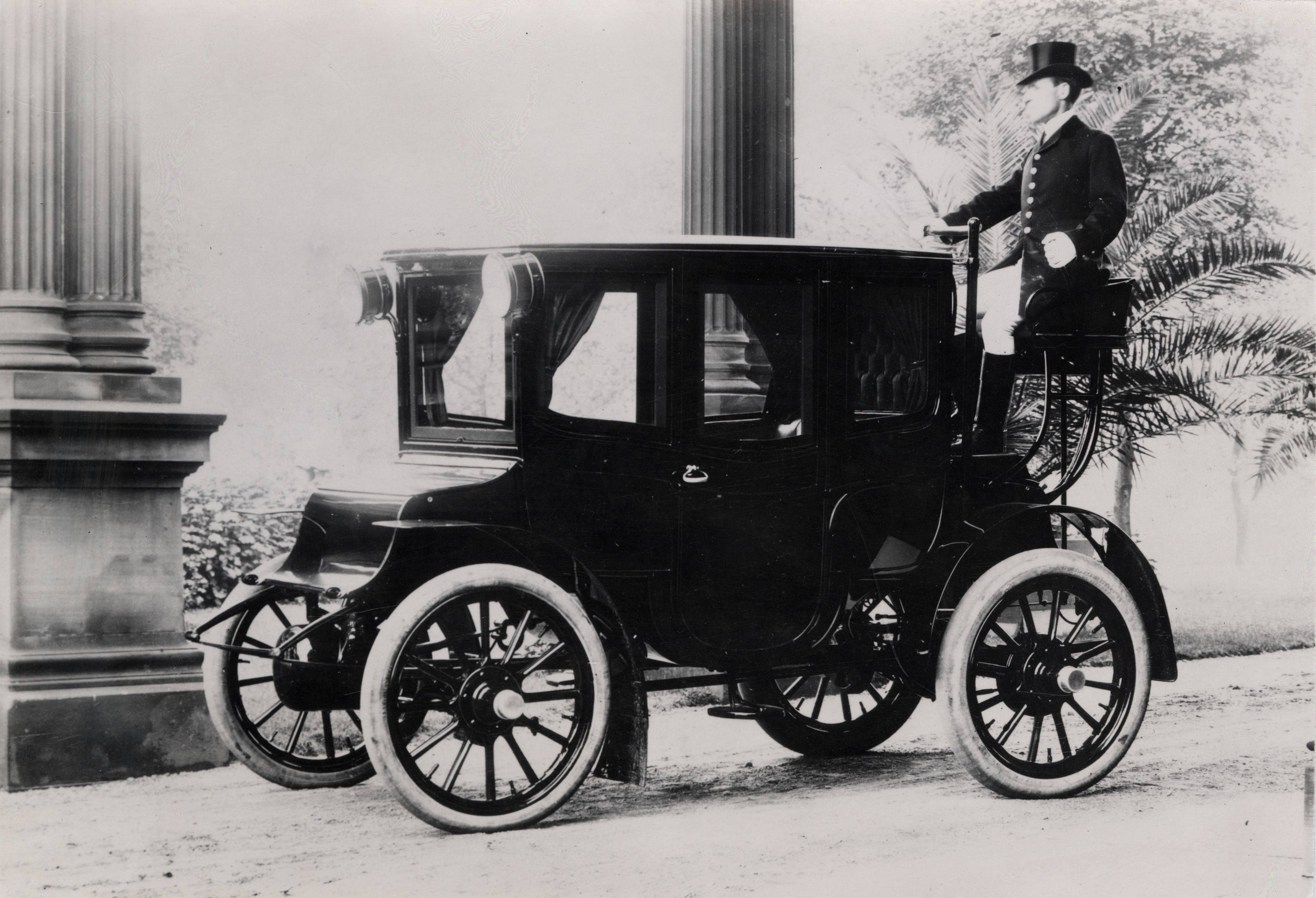
Baker Electrics Brougham (1906)
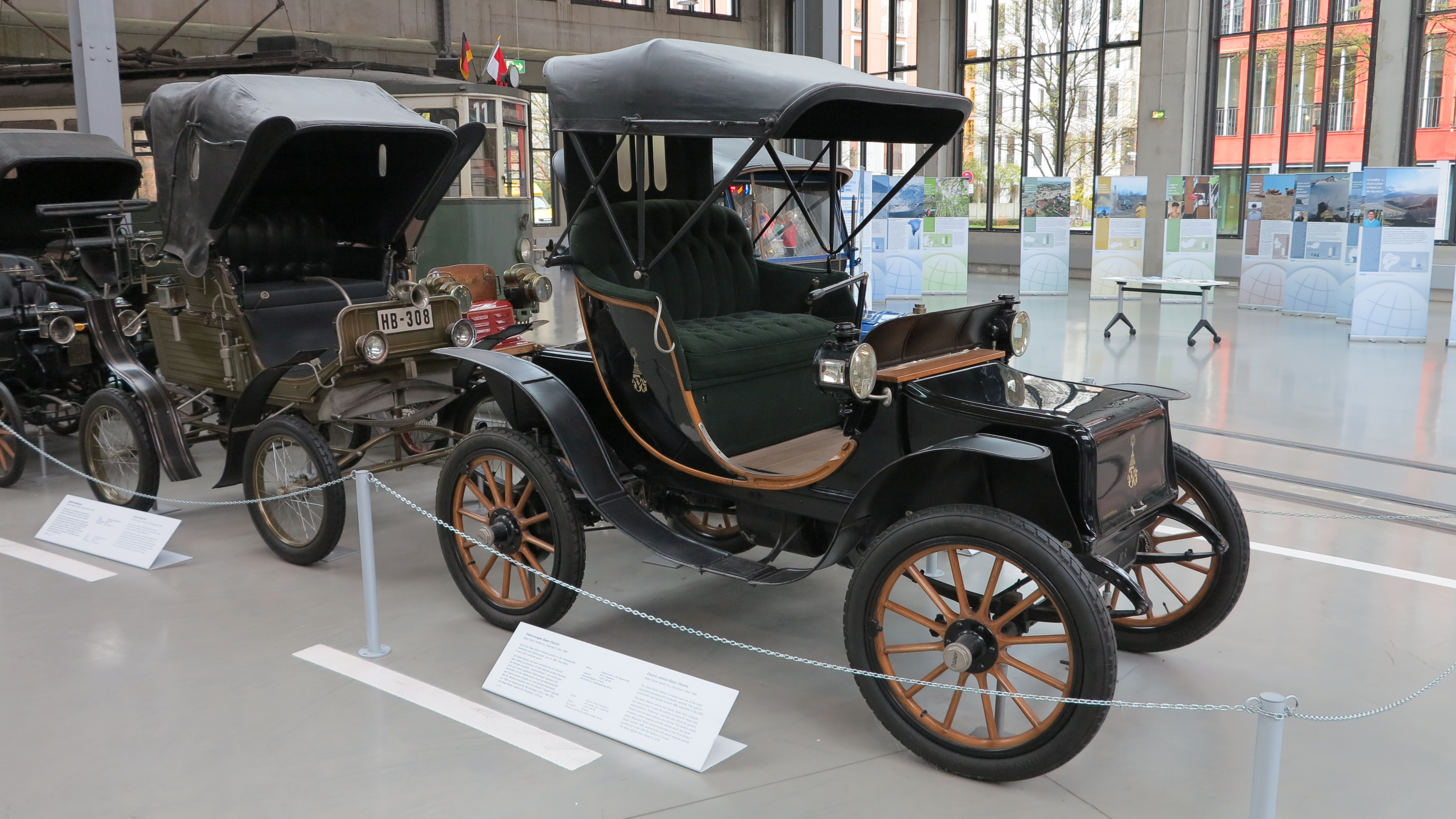
1908
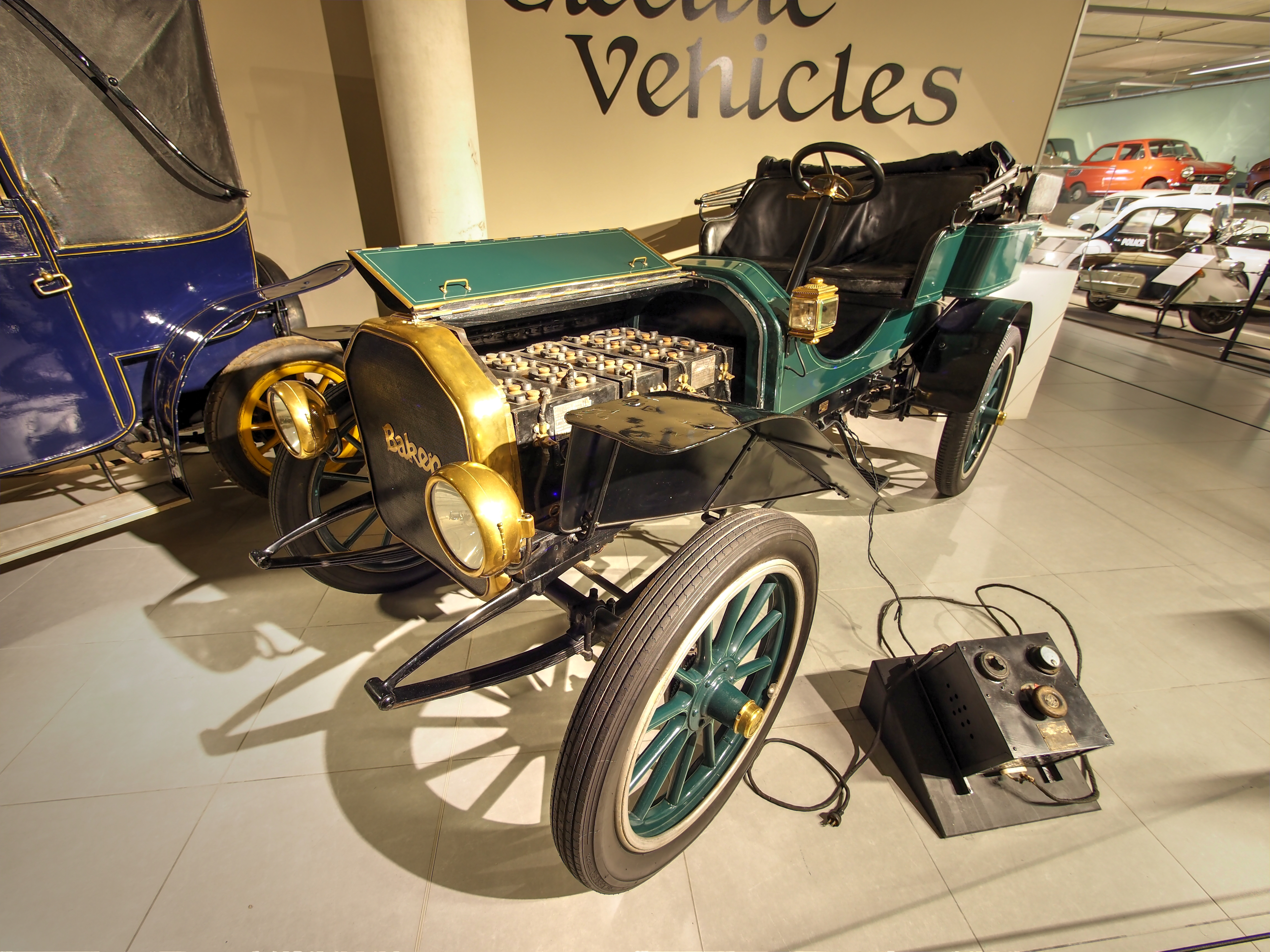
Baker Electrics Model W (1908)
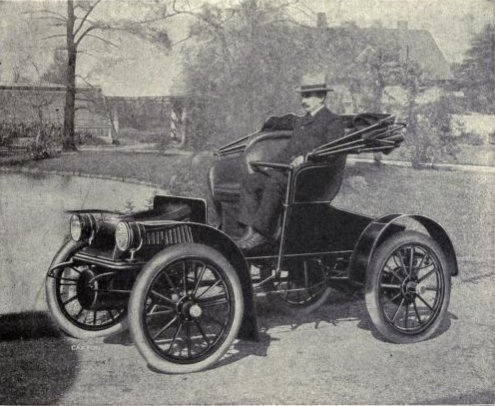
Baker Electrics Suburban Runabout (1909)
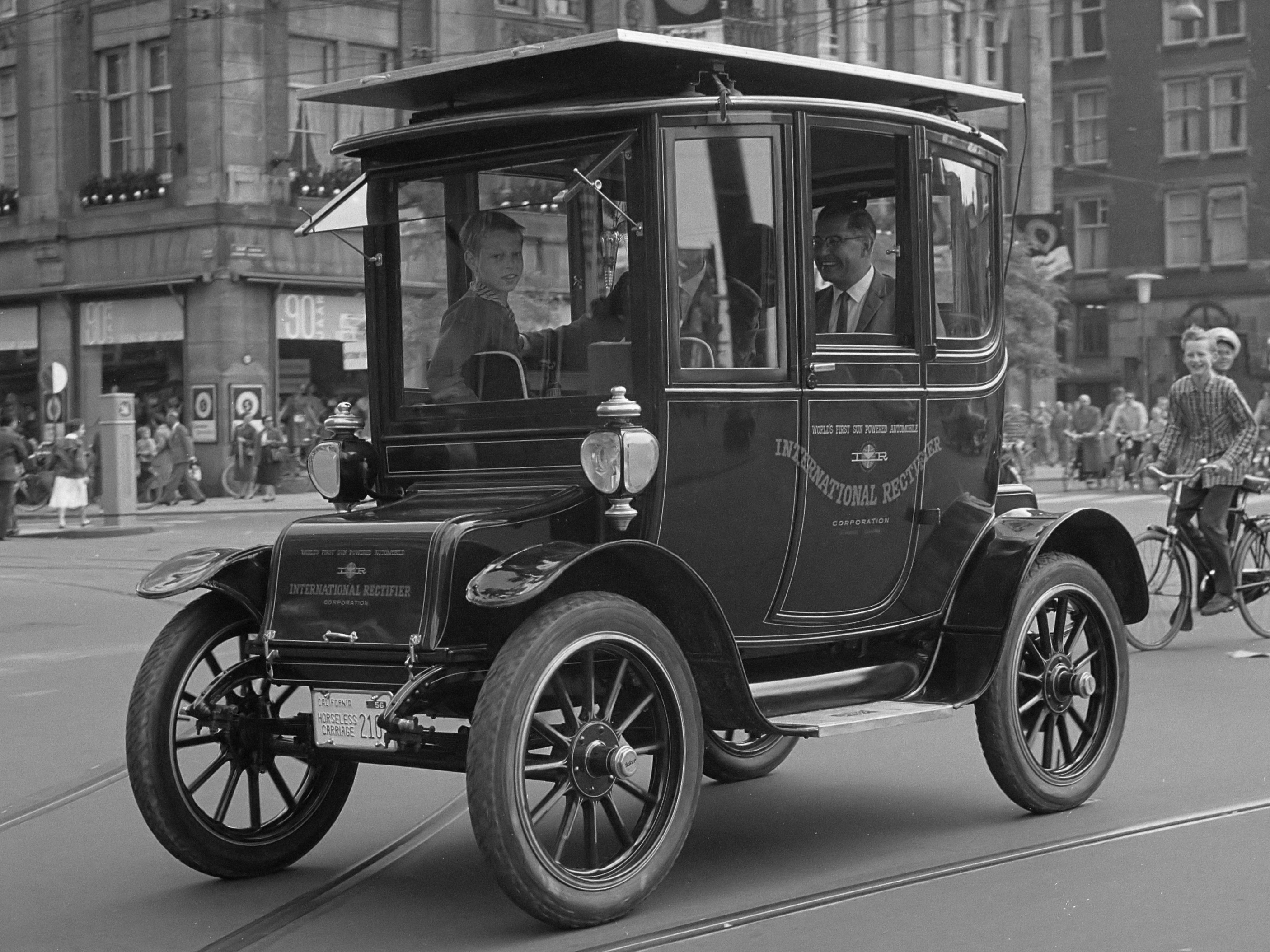
Baker Electrics Brougham (1912)
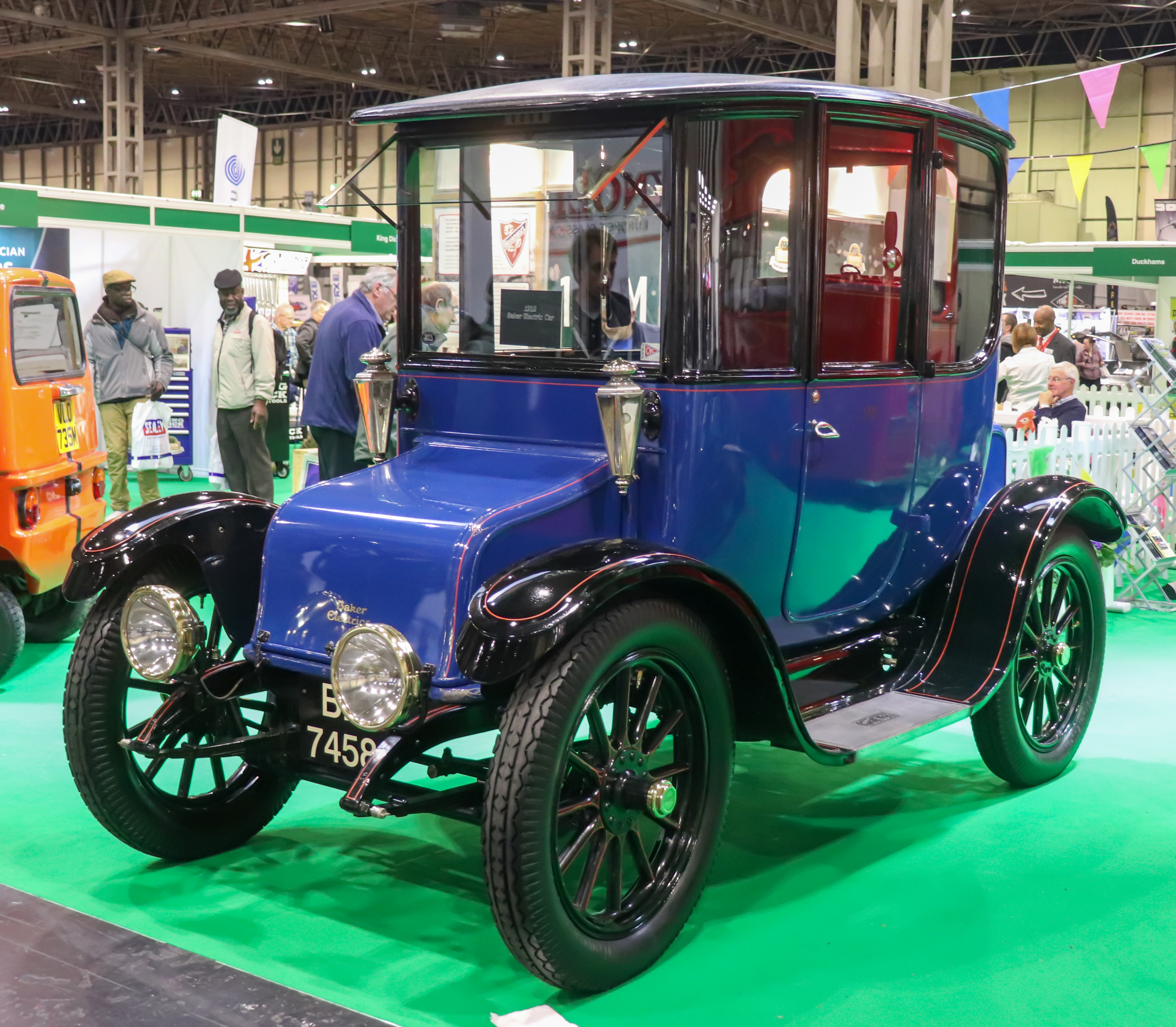
1912
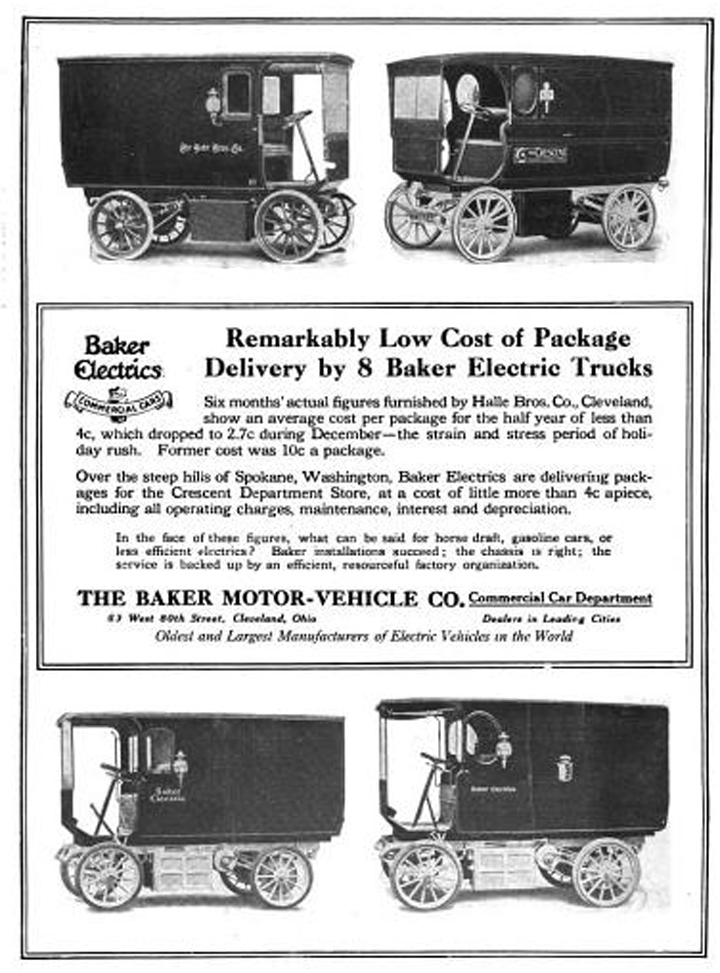
Baker Electrics Trucks

Fervent amateur de voitures électriques de son époque, Thomas Edison (PDG fondateur de General Electric) invente et fabrique des accumulateurs nickel-fer utilisés entre autres par Baker Electrics et Detroit Electric.

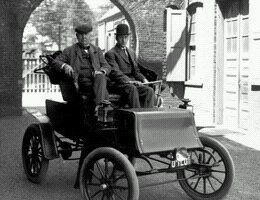
Thomas Edison avec une Baker Electrics (1903)
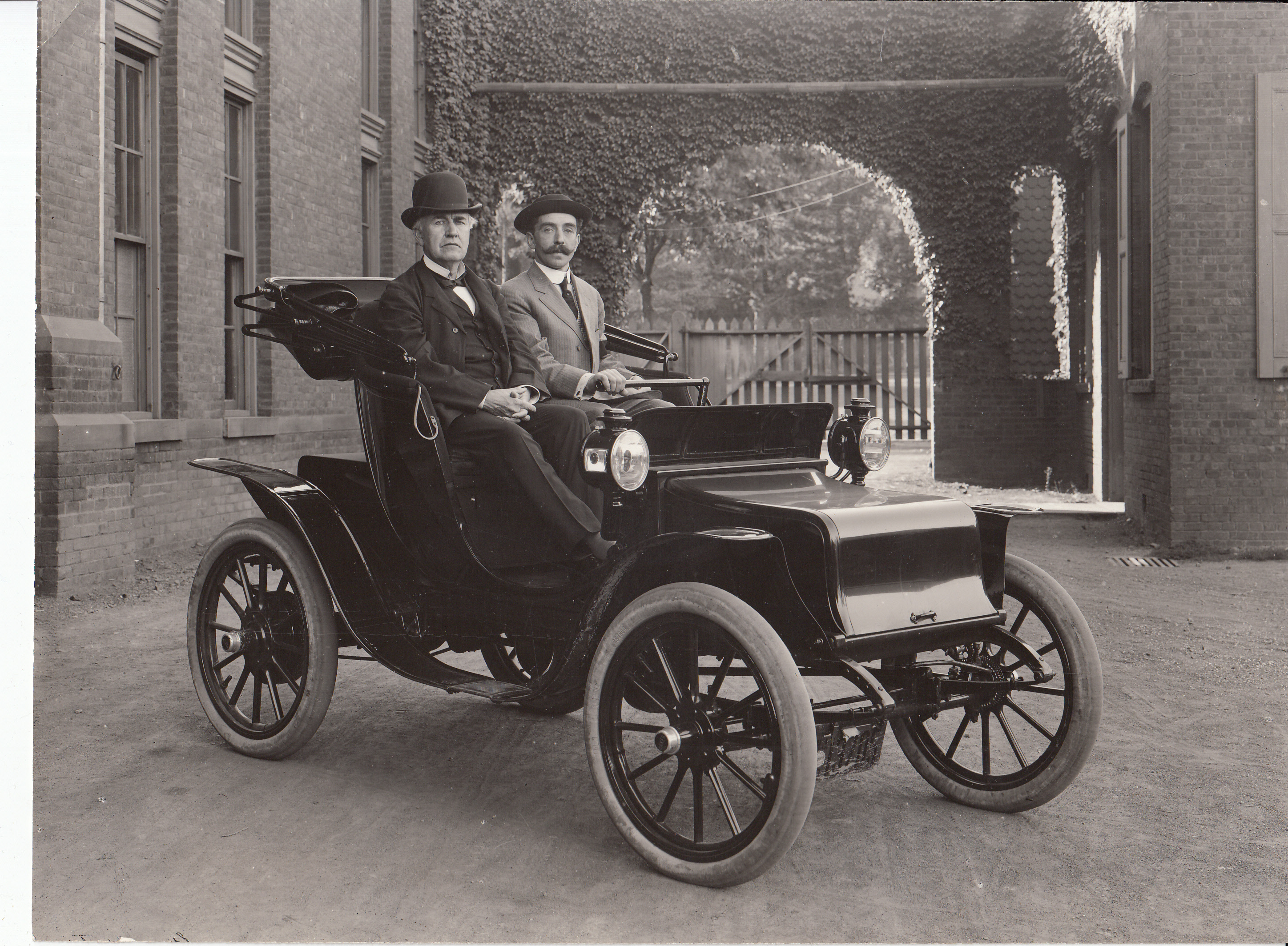
Thomas Edison avec une Baker Electrics (1910)
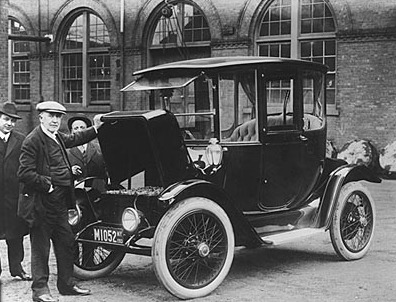
Thomas Edison avec une Detroit Electric (1913)
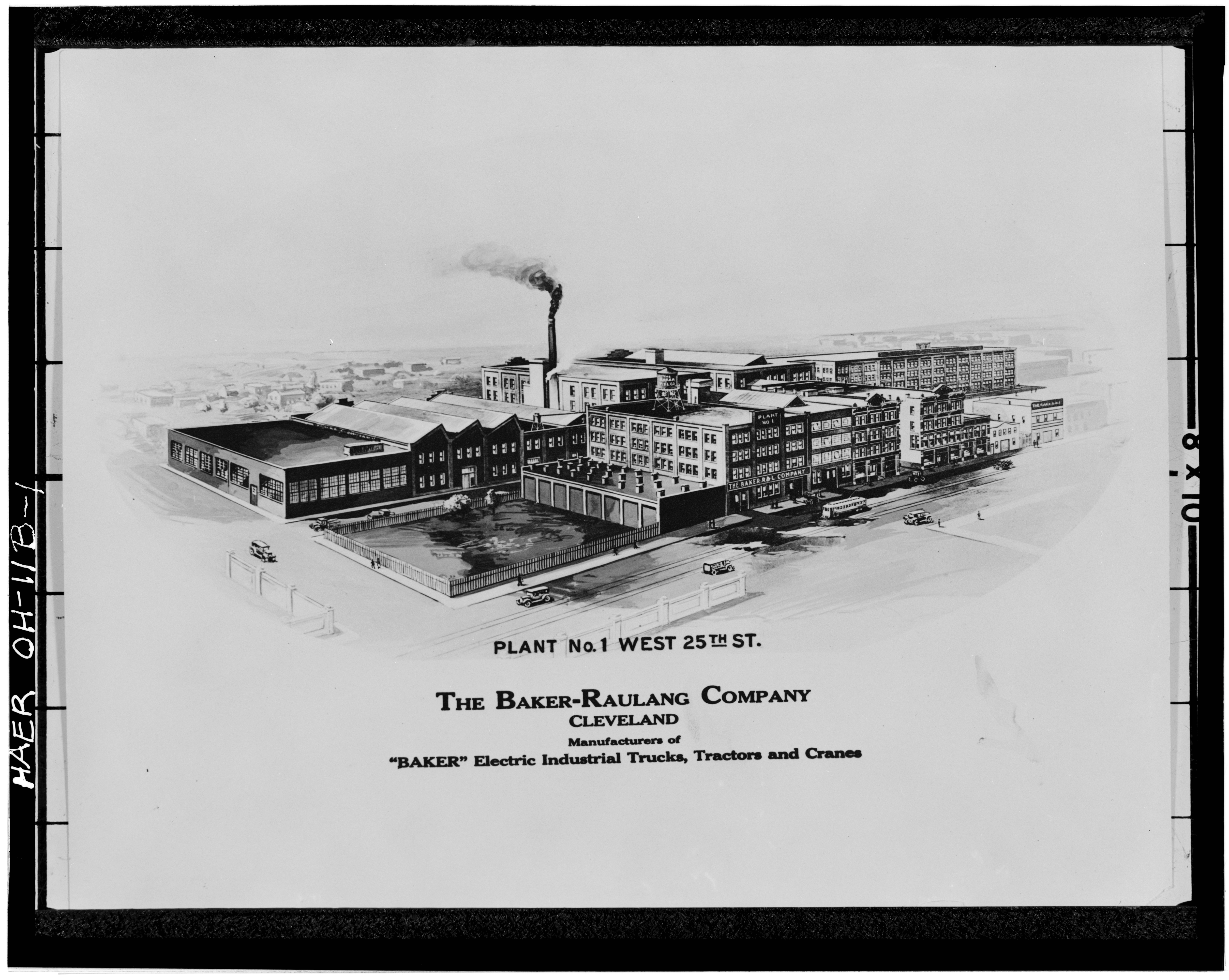
« Baker Raulang Company » de Cleveland (Ohio)

Pour rivaliser avec son concurrent Detroit Electric (fondé en 1907 à Détroit (Michigan)) Baker devient « Baker Raulang Company » en fusionnant en 1914 avec le constructeur automobile Rauch and Lang (en) de Cleveland, pour produire des Owen Magnetic (en) jusqu'en 1921.